# Makszim Vlagyimirovics Taraszov
Makszim Vlagyimirovics Taraszov (oroszul: Максим Владимирович Тарасов; Jaroszlavl, 1970. december 2. –) olimpiai és világbajnok orosz atléta, rúdugró. Egyéni legjobbja 6,05 méter.
Egyetlen olimpiai aranyérmét a Szovjetunióból kivált tagköztársaságok által az 1992-es olimpiára létrehozott Egyesített Csapat színeiben szerezte. További egy érmet szerzett az olimpiai játékokon, 2000-ben Sydneyben már Oroszország zászlaja alatt lett harmadik a szám döntőjében.
Öt érmet jegyez a szabadtéri világbajnokságokról. 1999-ben arany-, 1995-ben és 1997-ben ezüst-, 1991-ben és 1993-ban bronzérmes lett.

## Egyéni legjobbjai
Szabadtér
- Rúdugrás – 6,05

Fedett pálya
- Rúdugrás – 6,00